# Martirologiul Bisericii Basarabene
La 3 decembrie 1943, Mitropolitul locotenent al Basarabiei, Efrem Enăchescu, emitea ordinul circular nr. 16649 către toți clericii din parohii. În acel ordin circular se spunea, între altele: În timpul ocupației sovietice (1940-1941) mulți clerici basarabeni și numeroși creștini devotați Bisericii au fost martirizați, schingiuiți sau deportați de stăpânirea ateistă. În vederea întocmirii unui MARTIROLOG al Bisericii basarabene, vă invităm a proceda de urgență la adunarea datelor necesare cu privire la acești clerici și credincioși – stabilind cu precizie când, unde și în ce împrejurări au suferit aceștia din cauza prigoanei dezlănțuite de cei fără Dumnezeu. Preoții vor face descrierea pe baza mărturiilor și declarațiilor date în scris de rudele, vecinii și consătenii celor care au suferit din cauza bolșevicilor. 
Timpul și împrejurările nefericite nu au mai îngăduit colectarea și sistematizarea informațiilor necesare întocmirii acelui Martirologiu al Mitropoliei Basarabiei, așa cum și-a dorit-o Mitropolitul Efrem Enăchescu. 
Abia peste 52 de ani, la 3 octombrie 1995, Adunarea Eparhială a Mitropoliei Basarabiei, care și-a ținut lucrările la biserica Sf. Ierarh Nicolae din Chișinău sub președinția Înalt Prea Sfințitului Mitropolit Petru Păduraru, a decis crearea unei Comisii speciale în sarcina căreia a căzut întocmirea Martirologiului Mitropoliei Basarabiei. După multiple cercetări sistematice, am reușit să identificăm mai mulți preoți basarabeni martirizați în timpul comunismului.
Astăzi îi cunoaștem cu numele doar pe următorii 46 de clerici români din Basarabia martirizați de sovietici sau din cauza lor.

## Lista martirilor Mitropoliei Basarabiei
1. Leonid ANTONOVICI, paroh la Iablona, județul Bălți
2. protoiereul mitrofor Alexandru BALTAGA de la Călărași, supranumit #de Gala Galaction Luceafăr al Bisericii basarabene și patriarh al preoților basarabeni
3. iconomul stavrofor Alexandru BOBEICĂ, profesor de religie la Liceul eparhial de fete din Chișinău
4. Vasile BODRUG, paroh la Dușmani, județul Bălți
5. Teodor BUNESCU, paroh la Zubrești, județul Lăpușna
6. Anton I. CERNĂUȚEANU din Chișinău
7. Petre CERNĂUȚEANU din Chișinău
8. Vladimir I. CERNĂUȚEANU din Tighina
9. episcopul Teodosie CHIRICĂ
10. Istrati CHIRIȚĂ, preot paroh la Pitușca, județul Lăpușna, împușcat de sovietici în 1941, în pădurea de la Păulești
11. Alexandru CHIPEȚCHI din Chișinău
12. Dimitrie CIORNEI, paroh la Clișcăuți, județul Hotin, ucis mișelește în 1940 de organele NKVD
13. Dumitru COZINSCHI, paroh la Troița, județul Tighina
14. Vasile DONCILĂ, slujitor la capela Liceului de băieți Alexandru Donici din Chișinău
15. Alexei DRAJINSCHI, paroh la Grozești, județul Lăpușna
16. Ion DULAP, paroh la Rădeni, județul Orhei
17. Constantin GÂRLOVEANU, paroh la Speia, județul Orhei
18. Mihail GHILI, paroh la Unțești, județul Bălți,
19. Nicolae GOANȚĂ, împușcat în cap, la vârsta de 36 ani, de către sovietici la Craiova
20. Alexandru GROSU, paroh la Olănești, județul Cetatea Albă
21. Nicolae GROSU, magistru în teologie, fost profesor la Academia Teologică din Kiev
22. Petru HAGIU, protopop de Cetatea Albă
23. Gheorghe MALEAVIN, paroh la Selemet, județul Tighina
24. Nicador MALESCHI, preot la Cetatea Albă
25. Sebastian MÂRZA
26. Gheorghe MIHALACHE, paroh la Căușeni, județul Tighina
27. părintele MIZIUMSCHI, paroh la Volintiri, județul Cetatea Albă
28. Alexandru MOTESCU, preot la Tighina
29. Artemie (Auxentie) MUNTEANU, ieromonah, stareț al mănăstirii Noul Neamț
30. Gheorghe MUNTEANU, paroh al bisericii Regina Maria din Ismail
31. Boris NICOLAE, paroh la Baraboi, județul Bălți
32. Theodor PETCU, paroh la Stohnaia, Rezina
33. părintele Constantin RUGHINOV din județul Tighina
34. Avacum RUSU, paroh la Mălăești, județul Bălți
35. părintele Haralambie SAMBURSCHI, din jud. Tighina
36. părintele Marcel SMIROV, ucis prin împușcare
37. Anatolie SPINEI, paroh la Dolna, județul Lăpușna
38. mitropolitul Arsenie STADNIȚCHI
39. Porfirie ȘOIMU, paroh la Parcani, județul Soroca
40. Gheorghe TUDORACHE, paroh la Grozești, județul Lăpușna
41. Mina ȚĂRUȘ, paroh la Camencea, comuna Cobâlca, județul Orhei
42. Mihail VASILACHE, preot misionar din Alcedar, județul Orhei
43. Ștefan ZAGORODNÂI, paroh la Suruceni, județul Lăpușna
44. Dumitru ZAHARIA, paroh la Lărguța , județul Cahul
45. arhimandritul Savatie ZUBCU, exarh al mănăstirilor din eparhia Cetatea Albă - Ismail

Cercetările continuă, întrucât numărul preoților Mitropoliei Basarabiei martirizați în timpul ocupației sovietice este cu mult mai mare.